# Beyzanur Türkyılmaz
Beyzanur Türkyılmaz (* 29. August 2001 in Eskişehir) ist eine türkische Handball- und Beachhandballspielerin.
Sie studiert an der Trakya Üniversitesi.

## Hallenhandball

### Vereinskarriere
Beyzanur Türkyılmaz spielte zunächst als Linksaußen für den Erstligisten Muratpaşa Belediyesi SK in Antalya. 2018/19 scheiterte Türkyılmaz mit Muratpaşa in der Qualifikationsphase zur EHF Champions League und spielte daraufhin im EHF-Pokal der Frauen 2018/19. Dort scheiterte sie mit ihrer Mannschaft in der zweiten Runde an H 65 Höör aus Schweden. 2019 gewann sie mit Muratpaşa den türkischen Pokal. 2019/20 spielte sie mit Belediyesi erneut im EHF-Pokal, wo die Mannschaft jedoch schon in der ersten Runde an A.C. PAOK aus Griechenland scheiterte. 2020/21 spielte sie mit Belediyesi im EHF European Cup. Die Mannschaft konnte das Achtelfinale erreichen und schied in einem innertürkischen Duell gegen Yalıkavak Spor Kulübü aus.
2021 wechselte Türkyılmaz innerhalb der ersten Liga zum ambitionierten Verein Konyaaltı Belediyesi SK. Mit Konyaaltı gewann sie 2023 den EHF European Cup. Seit der Saison 2024/25 steht sie bei Adasokağı SK unter Vertrag.

### Nationalauswahl
Türkyılmaz spielte 2017 beim U17-Ersatzturnier für Nicht-EM-Teilnehmer in Klaipėda, Litauen, und wurde dort mit der türkischen U17 Dritte. In vier Spielen erzielte sie 21 Tore, im letzten Spiel gegen Italien mit neun Toren beste Werferin, nachdem sie schon im zweiten Spiel gegen Weißrussland mit sieben Treffern zweitbeste Werferin hinter Eda Nur Kılıç war. Zwei Jahre später spielte sie an selber Stelle beim Turnier der U19 und wurde erneut Dritte. Dieses Mal erzielte sie in drei Spielen acht Treffer.

## Beachhandball
Türkyılmaz wurde erstmals für die Beachhandball-Junioreneuropameisterschaften 2018 (U-18) für ein Turnier in eine türkische Auswahlmannschaft berufen. Die türkische Mannschaft, die zuvor mehrere Jahre nicht mehr an internationalen Turnieren teilgenommen hatte, verlor alle vier Spiele der Vorrunde. Nach einer weiteren Niederlage in der Platzierungsrunde gegen Griechenland kam es im letzten Spiel zum Kampf um den vorletzten Platz, den die Türkei gegen Montenegro für sich entscheiden konnte. Türkyılmaz kam in allen sieben Spielen zum Einsatz und erzielte 34 Punkte. Im letzten Spiel gegen Montenegro war sie mit 14 erzielten Punkten beste Werferin ihrer Mannschaft.

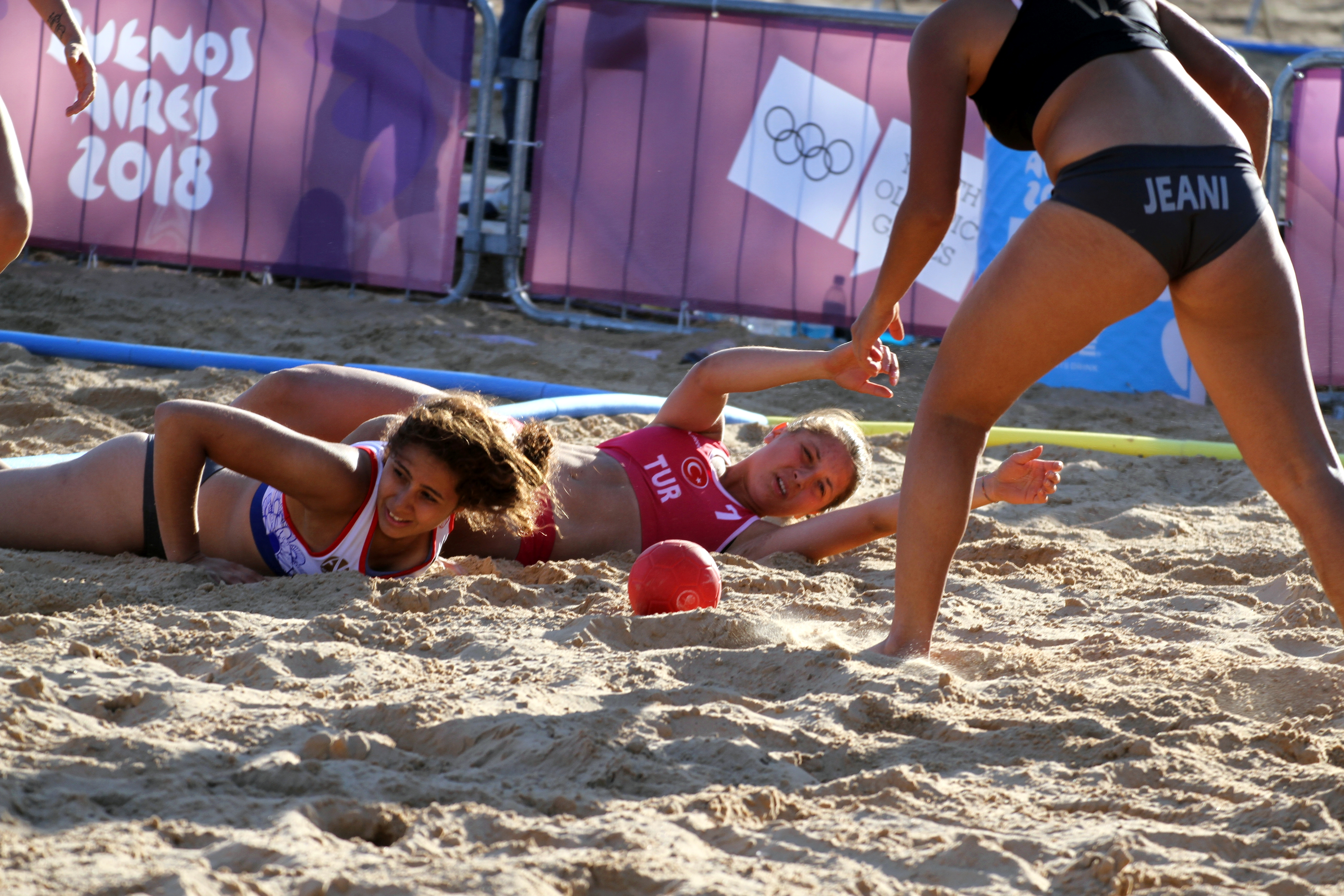
Türkyılmaz am Boden nach einem Foul durch Tatiana Franco im Vorrundenspiel gegen Paraguay bei den Olympischen Jugendspielen; im Tor Jeanine Sánchez Gill

Obwohl die Türkei die direkte Qualifikation verpasst hatte, konnte sie als nachrückende Mannschaft an den Olympischen Jugend-Sommerspielen 2018 von Buenos Aires teilnehmen, da andere qualifizierte Nationen ihre Mannschaften in anderen Sportarten antreten ließen und abgesehen von den Gastgebern jede Nation nur zwei Mannschaften pro Geschlecht bei den Spielen starten lassen durften. Das erste Spiel gegen die argentinischen Gastgeberinnen endete mit einer klaren Niederlage in zwei Sätzen, vor allem im ersten Satz wurden die Türkinnen mit 20-6 geradezu deklassiert. Türkyılmaz erzielte vier Punkte und war damit neben Serap Yiğit, Elif Dalkıç und Beyza Karaçam beste Werferin ihrer Mannschaft und war auch mit zwei Vorlagen darüber hinaus beste Offensivspielerin. Allerdings leistete sie sich auch drei schwere Ballverluste. Auch das zweite Spiel gegen Venezuela ging wie das dritte Spiel gegen die Mitfavoritinnen aus den Niederlanden klar verloren. Im ersten Spiel war Türkyılmaz nach Ayşenur Sormaz mit acht erzielten Punkten zweitbeste Werferin der Türkei und gab zudem vier Torvorlagen. Gegen die Niederlage erzielte sie nur einen Punkt bei fünf Würfen, zudem erhielt sie eine Zeitstrafe und leistete sich drei schwere Ballverluste. Gegen Paraguay konnte immerhin der erste Satz des Turniers gewonnen werden, dennoch verlor die Türkei im Shootout. Türkyılmaz erzielte mit 14 Punkten die mit Abstand meisten ihrer Mannschaft und wurde vier Mal Strafstoßreif gefoult. Gegen die Mannschaft Hongkongs konnte das erste Spiel des Turniers in zwei knappen Abschnitten gewonnen werden. Erneut war Türkyılmaz mit 12 erzielten Punkten beste Werferin, erhielt aber erneut auch eine Zeitstrafe und leistete sich wieder drei schwere Ballverluste. In der Tabelle der Vorrundengruppe waren die Türkinnen dank des Sieges Vorletzte geworden und standen dennoch nur in der Platzierungsrunde.

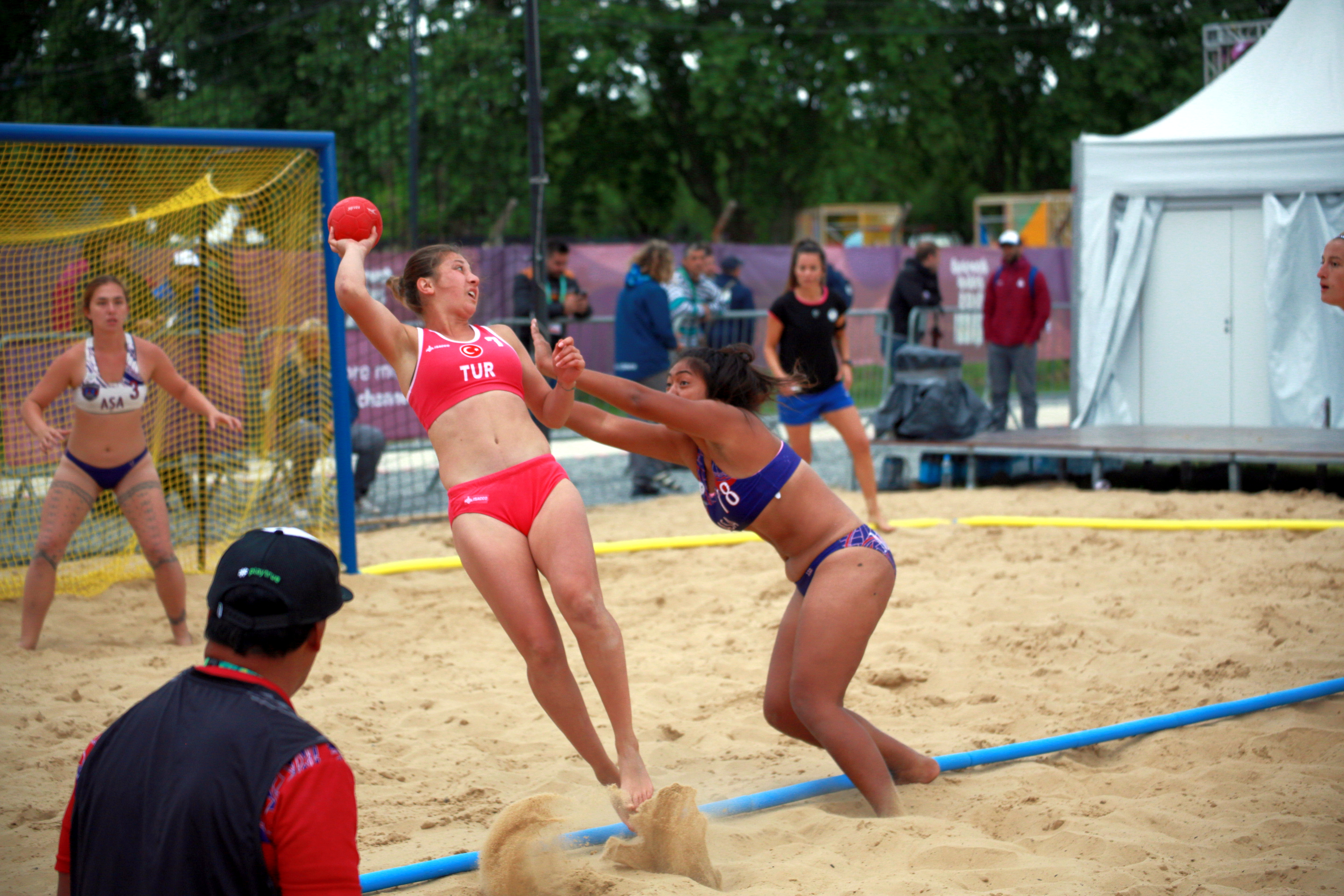
Türkyılmaz setzt im Spiel gegen Amerikanisch-Samoa zum Drehwurf an; rechts Imeleta Mata'utia, im Tor Stephanie Floor, im Vordergrund der Amerikanisch-Samoanische Co-Trainer Joey Sagapolu

Deutlicher war der Sieg im nächsten Spiel gegen Amerikanisch-Samoa. Türkyılmaz war mit elf erzielten Punkten gemeinsam mit Ayşenur Sormaz nach Beyza Karaçam zweitbeste türkische Torschützin, zudem gab sie im Galaspiel der Serap Yiğit vier Torvorlagen. Gegen Russland gab es wieder eine deutliche Niederlage, Türkyılmaz blieb in diesem Spiel unauffällig. Das letzte Spiel in der Platzierungsgruppe war erneut ein deutlicher Sieg über Mauritius, Türkyılmaz reihte sich in eine geschlossene Mannschaftsleistung ein, ragte nur mit fünf Torvorlagen etwas heraus. Mit insgesamt sechs Punkten wurde die Türkei Dritte der Platzierungsrunde und musste im Spiel um Platz neun erneut gegen Hongkong antreten, das dieses Mal deutlich geschlagen wurde. Mit elf erzielten Punkten war sie noch einmal beste Werferin ihrer Mannschaft. Mit 70 Punkten aus neun Spielen traf keine Türkin häufiger im Turnier. Darüber hinaus war sie damit die 18-beste Werferin des Mädchenturniers, bei der Trefferquote gar 17. Diese Platzierungen erreichte sie gemeinsam mit Elif Dalkıç auch in der Wertung der Torvorlagen, wo sie mit 20 im eigenen Team nur Serap Yiğit mit 29 vor sich hatte. Neben Beyza Karaçam und Ayşenur Sormaz war sie mit drei Zeitstrafen aber auch aggressivste türkische Spielerin.

## Weblinks

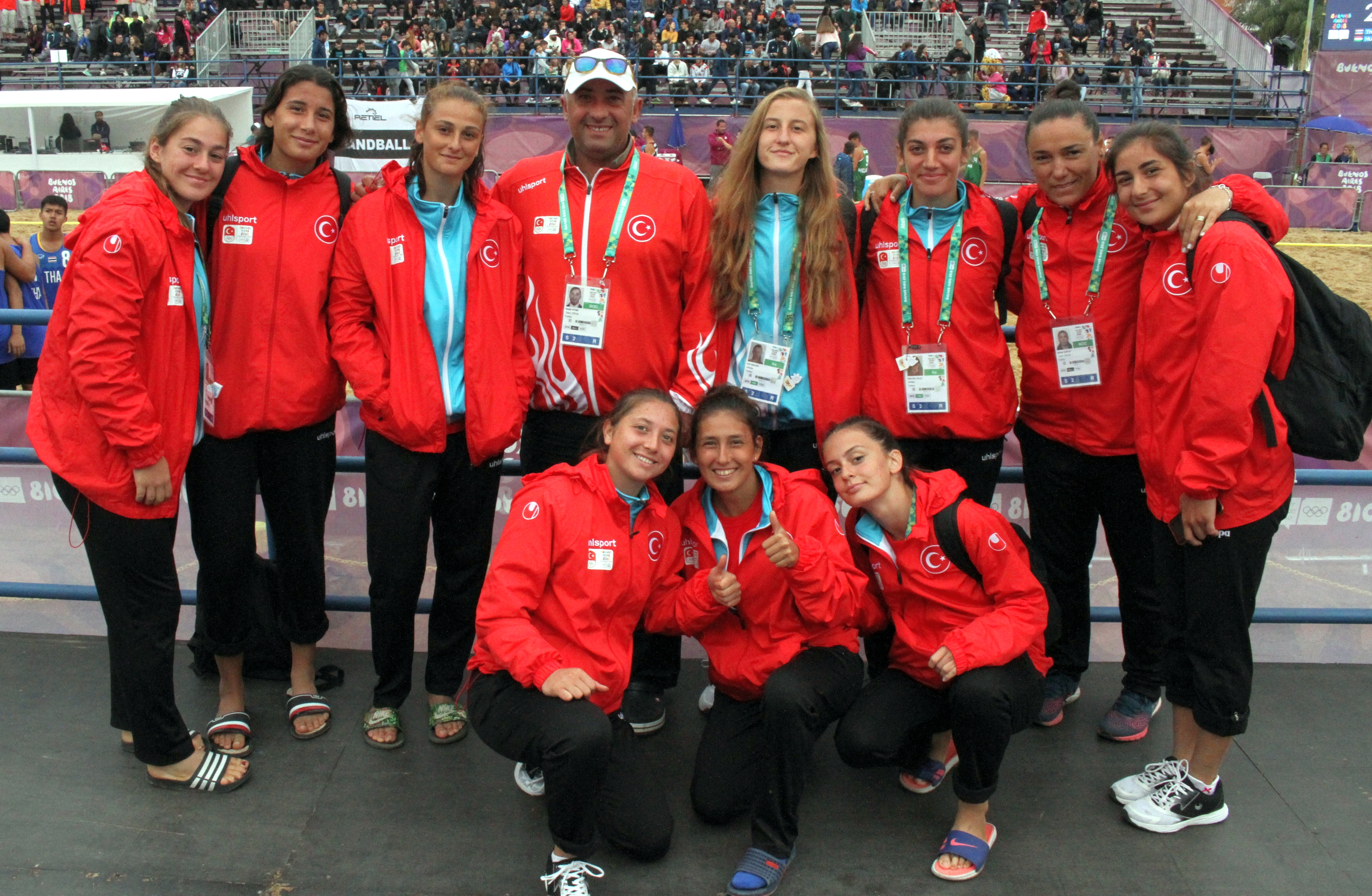
Die türkische Mannschaft mit dem Trainer- und Betreuerstab bei den Olympischen Jugendspielen

## Einzelbelege
1. ↑  New World Media Yayıncılık: Mavi Kelebekler'den kadroya 8 takviye haberi. Son Dakika SPOR haber başlıkları ve gelişmeler. 7. Juni 2021, abgerufen am 15. Juni 2021 (türkisch).
2. ↑  Welcome Beyzanur Türkyılmaz. 1. Juli 2024, abgerufen am 21. November 2024 (türkisch).
3. ↑  European Handball Federation - 2017 W17 CHAMPIONSHIP / Championship - LTU. Abgerufen am 10. Mai 2021 (englisch).
4. ↑  European Handball Federation - 2019 W19 CHAMPIONSHIP / Tournament - LTU. Abgerufen am 10. Mai 2021 (englisch).
5. ↑  European Handball Federation - 2018 Women's ECh Beach Handball 18 / Final Tournament. Abgerufen am 22. Juni 2021 (englisch).
6. ↑  2018 Summer Youth Olympics Official Result Book Beach handball

| Personendaten    | Personendaten                                  |
| ---------------- | ---------------------------------------------- |
| NAME             | Türkyılmaz, Beyzanur                           |
| ALTERNATIVNAMEN  | Türkyilmaz, Beyzanur                           |
| KURZBESCHREIBUNG | türkische Handball- und Beachhandballspielerin |
| GEBURTSDATUM     | 29. August 2001                                |
| GEBURTSORT       | Eskişehir                                      |